# جون ه هاملين
جون ه هاملين (بالإنجليزية: John H. Hamlin)‏ (و. 1909 – أبريل 1981 م) هو محلل مخابراتي ‏ أمريكي، كان عضوًا في الحزب الجمهوري،.

## التعليم
تعلم في جامعة ستانفورد.